# Hoesch-Bungalow
Der Hoesch-Bungalow war ein Fertighaus des Stahlunternehmens Hoesch AG aus den Jahren 1963 bis 1969.

## Geschichte
1962 stellte Hoesch aus Dortmund auf der Hannover Messe den zusammen mit der Donges-Stahlbau GmbH entwickelten Stahl-Bungalow aus verzinkten, kunststoffbeschichteten Blechen, die wärmedämmend ausgeschäumt waren, der Öffentlichkeit vor. Die schlüsselfertigen Bungalows gab es in drei verschiedenen Typen. 
Insgesamt wurden etwa 150 bis 200 Hoesch-Bungalows gebaut. Sie wurden vom Hoesch-Bungalow-Vertrieb in Dortmund vermarktet. 1969 wurde die Produktion eingestellt.

## Baugestaltung
Der Bungalow war ein Fertighaus in Stahlbauweise. Er stand auf einem Kellerfundament und hatte ein Flachdach. Der Bungalow hatte ein Wohnzimmer (41 m²), ein geräumiges Schlafzimmer, ein Gästezimmer sowie Küche, Bad, Abstellraum und Terrasse. Die Bauherren hatten freie Farbwahl innen und außen sowie Veränderungsmöglichkeiten.
Die Fertigteile waren aus Platal, einem korrosionsbeständigen Verbundwerkstoff aus Stahl und Kunststoff. Die Konstruktion bestand aus Bandstahlträgern und Rippenträgern. Unterboden, Wände und Dach bestanden jeweils aus zwei Lagen Platal, zwischen denen sich eine Isolierschicht aus Styropor befand. Dadurch und durch die Gipskassettendecken wurde eine effektive Wärme- und Schalldämmung erzielt, vergleichbar mit einer etwa 40 cm dicken Steinmauer. Entlang den Wänden lief in der Decke eine Schiene aus Stahl, an der wie in einer Galerie Bilder an Perlonfäden aufgehängt werden konnten. Aufsatzleisten für die 6 cm dicken Wände, die ebenfalls aus Platal und Styropor erstellt wurden, waren mit dem Fußboden verschweißt. Der Fußboden war auch aus Stahl, drüber lag Pressholz, darauf der Teppich. Eine Warmluftheizung blies über einen Ventilator  warme Luft von der Gasheizung im Keller durch Schächte im Fußboden. Selbst die Terrasse und die Rollladenkästen waren aus Stahl.

## Kosten
Der Bungalow Typ 109 hatte 4 Zimmer, 109 m² Wohnfläche und kostete schlüsselfertig 93.040 DM, dies würde demzufolge heute über 238.830 Euro betragen. Die Bauzeit betrug drei bis vier Wochen.

## Erhaltene Gebäude
- Sieben Hoesch-Bungalows standen 2008 noch an der Lütgenholthauser Straße in Dortmund.[3]
- Ein im Originalzustand erhaltenes Gebäude steht in der Bruno-Hirschfeld-Straße in Koblenz.
- Ein Hoesch-Bungalow steht (Stand 04/2021) in der Richthofenstraße in Germersheim.
- Ein Hoesch-Bungalow (Typ 146) steht im Weierstraßweg in Münster-Gievenbeck.[6]
- Ein Hoesch-Bungalow steht neben dem Hoesch-Museum und soll für Ausstellungen und Veranstaltungen genutzt werden.